# Анди Дерис
Андреас „Анди“ Дерис (на немски: Andreas „Andi“ Deris; роден на 18 август 1964 г. в Карлсруе, Германия) е вокалист и текстописец на пауър метъл бандатата Helloween. Той е основател и вокал на германската мелодик метъл банда Pink Cream 69. Има и активна солова кариера, както и собствено звукозаписно студио на остров Тенерифе.
Дерис основава първата си група през 1979 г. До 1987 г. участва в няколко групи. Тогава сформира Pink Cream 69 заедно с Денис Вард, Коста Зафириу и Алфред Кофлер, с които записва три албума. След разпадането на групата през 1993 г. се присъединява към Helloween, които току-що са се разделили с вокалиста си Михаел Киске. Към юни 2012 г. има издадени девет студийни албума с тях. През 1997 и 1999 г. издава два самостоятелни албума.

## Дискография
с Pink Cream 69
- Pink Cream 69 (1989)
- One Size Fits All (1991)
- Games People Play (1993)

с Helloween
- Master of the Rings (1994)
- The Time of the Oath (1996)
- Better then Raw (1998)
- Metal Jukebox (1999)
- The Dark Ride (2000)
- Rabbit Don't Come Easy (2003)
- Keeper of the Seven Keys: The Legacy (2005)
- Gambling with the Devil (2007)
- Unarmed (2010)
- 7 Sinners (2010)
- Straight Out of Hell (2013)
- My God-Given Right (2015)